# British Salmson

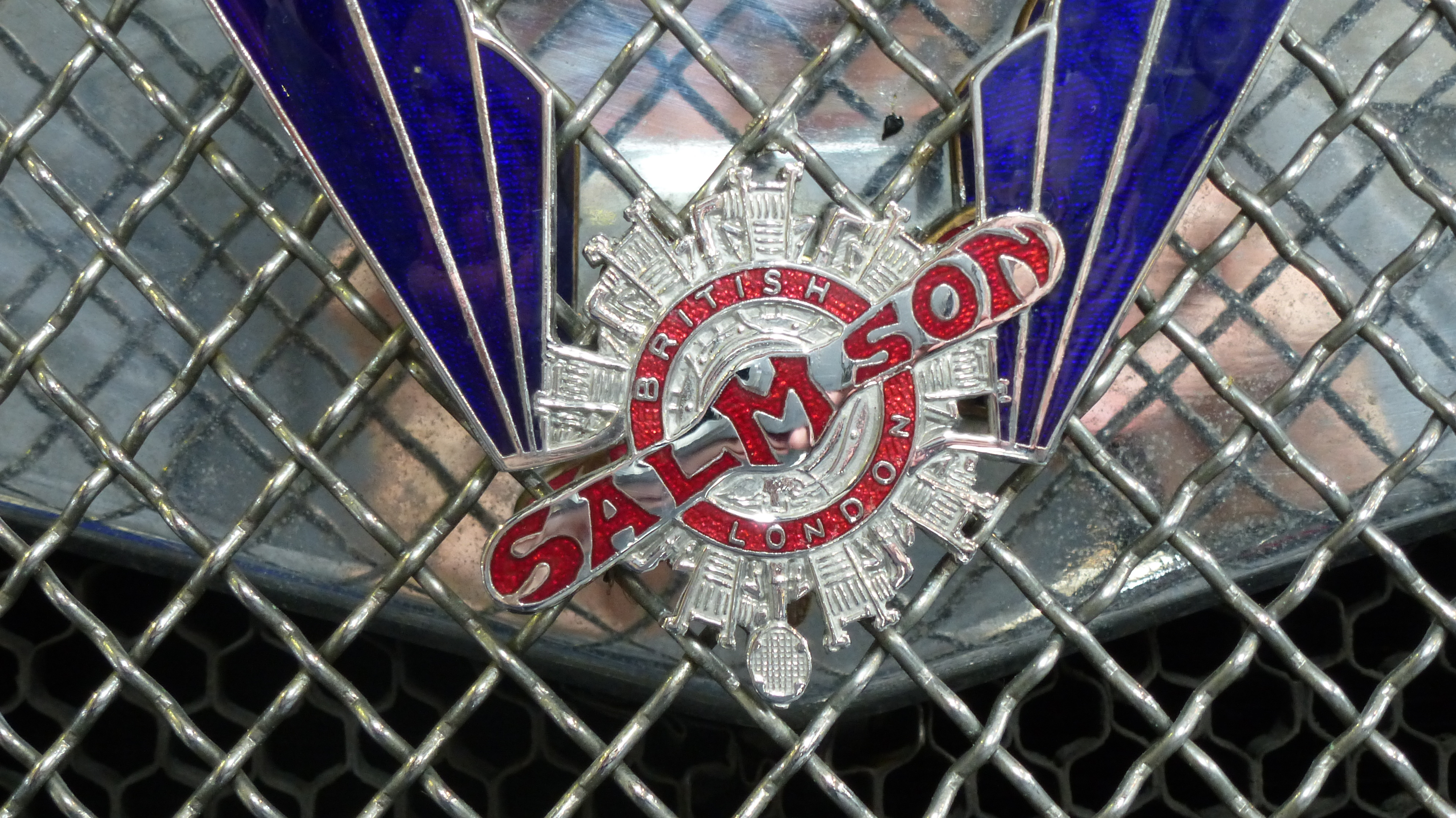
Emblem

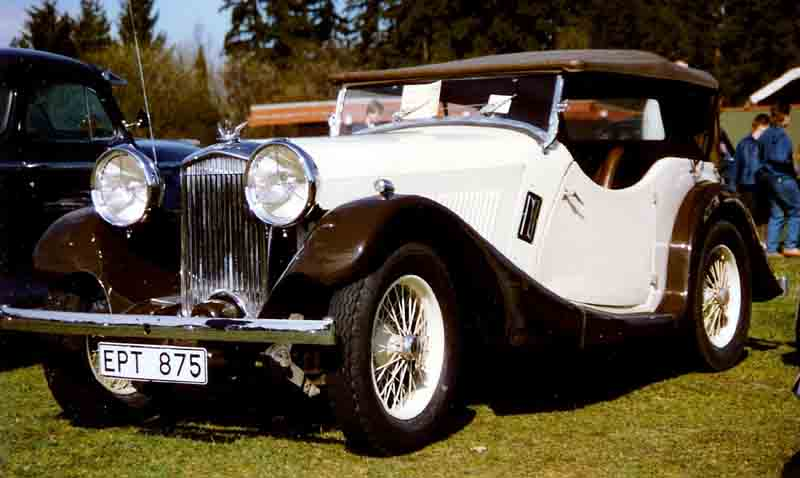
British Salmson 12/70 hp Tourenwagen 4 Sitze (1935)

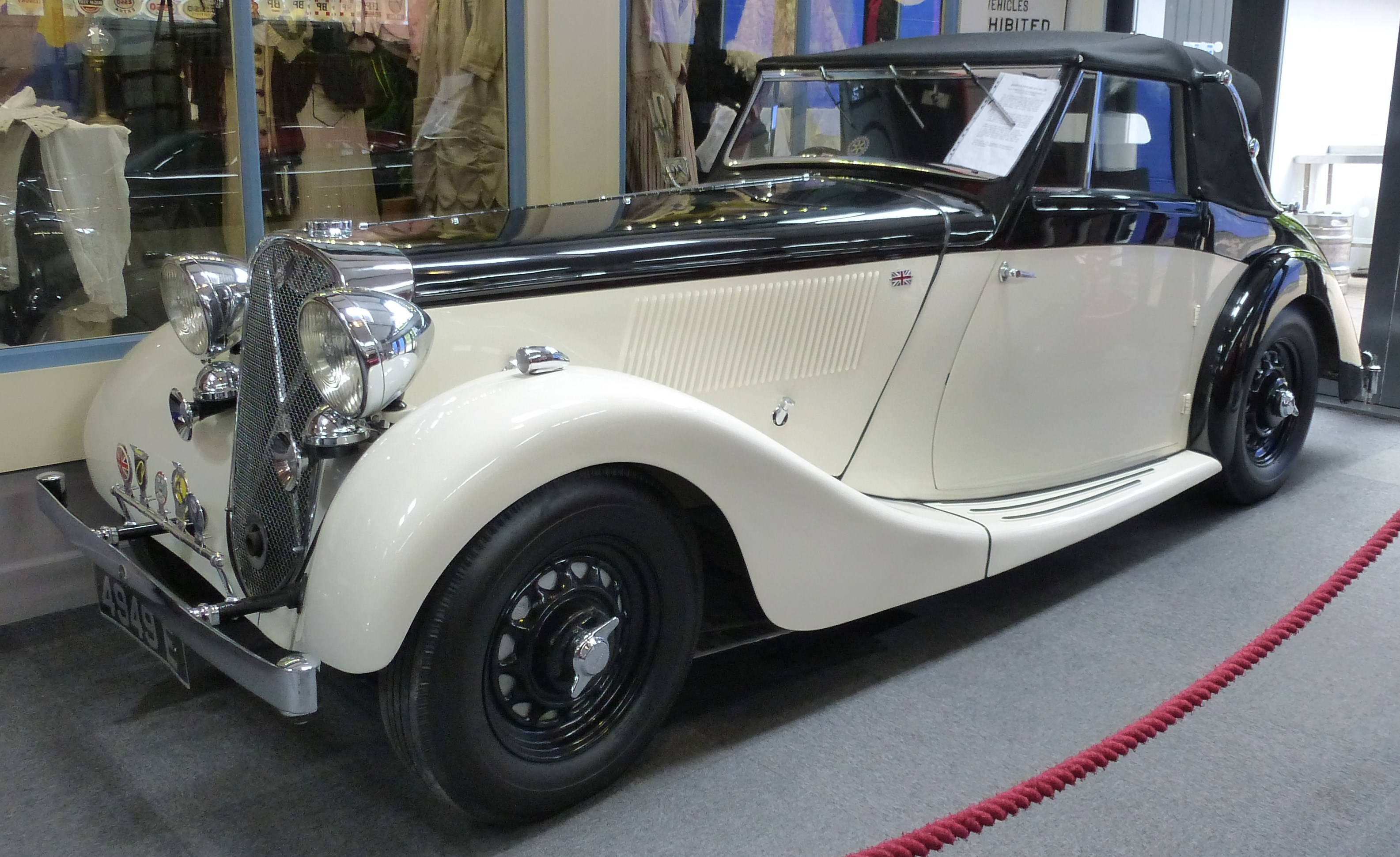
British Salmson S 6 D 20-90 (1936)

British Salmson war eine britische Automobilmarke, die von der Aero Engines Ltd. in London 1934–1939 gefertigt wurde. Aus finanziellen Gründen rentierte sich die Einfuhr der Fahrzeuge aus Frankreich nicht mehr. Daher entschloss sich die Muttergesellschaft Salmson, in London eine eigene Fertigung aufzuziehen, die neben Automobilen auch einen Flugmotor baute (daher der Name der Gesellschaft).
Auf der Basis des Modells S4C der französischen Muttergesellschaft wurden ab 1934 ein 12/55 hp- und ein 12/70 hp-Modell, jeweils mit Vierzylindermotor mit zwei obenliegenden Nockenwellen, angeboten. 1937 wurde der stärkere Wagen durch ein 14 hp-Modell ersetzt. 1936–1939 wurde außerdem ein Sechszylindermodell nach gleichem Muster, der 20/90 hp, gefertigt.
Die Fahrzeugaufbauten bezog British Salmson von verschiedenen britischen Karosseriebauunternehmen, insbesondere Newns, REAL, Ranalah sowie Whittingham & Mitchel. Automobilhistorisch interessant sind insbesondere einige aerodynamisch gestaltete Fließhecklimousinen mit insgesamt sechs Seitenfenstern und rund abfallendem Heck, die Whittingham & Mitchel ab 1937 namentlich auf Fahrgestellen des Typs S4D aufbaute.
1939 wurde die Fertigung der sportlichen Fahrzeuge wieder eingestellt, während in Frankreich noch bis 1957 Salmson-Wagen entstanden.

## Modelle
| Modell   | Bauzeitraum | Zylinder | Hubraum  | Radstand |
| -------- | ----------- | -------- | -------- | -------- |
| 12/55 hp | 1934–1938   | 4 Reihe  | 1466 cm³ | 2800 mm  |
| 12/70 hp | 1934–1936   | 4 Reihe  | 1466 cm³ | 2800 mm  |
| 14 hp    | 1937        | 4 Reihe  | 1730 cm³ | 2845 mm  |
| 14 hp    | 1938        | 4 Reihe  | 1596 cm³ | 2845 mm  |
| 20/90 hp | 1936–1939   | 6 Reihe  | 2598 cm³ | 2858 mm  |